# Geprüfter Berufspädagoge
Geprüfter Berufspädagoge ist eine gesetzlich geregelte berufs- und arbeitspädagogische Aufstiegsfortbildung, die mit einer Prüfung vor einem Ausschuss der Industrie- und Handelskammer (IHK) abschließt. Die Fortbildung existiert seit 2009 und hat seitdem den Abschluss Berufspädagoge für Aus- und Weiterbildung (IHK) ersetzt. Die IHK-Prüfung wird zweimal jährlich bundeseinheitlich durchgeführt.
Neben dem geprüften Berufspädagogen / der geprüften Berufspädagogin (Industrie- und Handelskammer (IHK)) gibt es auch universitäre Aufbaustudiengänge zum Diplom Berufspädagogen / zur Diplom Berufspädagogin (siehe auch: Berufspädagogik).

## Berufsbild
Berufspädagogen sind in der beruflichen Aus- und Weiterbildung tätig. Zu ihren Aufgaben zählt die Organisation, Einführung und Durchführung von Aus- und Weiterbildungen wie auch beruflicher Bildungsprozesse. Sie beraten, beurteilen und begleiten die jeweiligen Bildungsteilnehmer insbesondere im Lernprozess und beim Transfer des Gelernten in die Praxis. Berufspädagogen ermitteln auch notwendige und zukunftsweisende Qualifikationen und integrieren diese in die jeweiligen Lern- und Arbeitsprozesse. Sie beraten und unterstützen die Einführung neuer Aus- und Weiterbildungsmethoden in den jeweiligen Unternehmen und Institutionen. Sie unterstützen und qualifizieren haupt- sowie nebenberufliches Bildungspersonal und leiten dieses an. Sie sollen selbstständig unter Berücksichtigung der jeweiligen Kostensituation und Wirtschaftlichkeit zielgruppenorientierte Aus- und Weiterbildungskonzepte realisieren und diese in die jeweiligen Strukturen einführen.
Ein Berufspädagoge entwickelt auch Marketingstrategien für die jeweiligen Aus- und Weiterbildungen. Dabei führen sie Marktbeobachtungen und -analysen durch. Aspekte des Bildungscontrollings sowie des Qualitätsmanagements in die jeweiligen Aus- und Weiterbildungssysteme werden dabei berücksichtigt. In diesem Zusammenhang arbeiten Berufspädagogen mit allen Beteiligten der beruflichen Aus- und Weiterbildung sowie der Geschäfts- und Personalleitung eng zusammen. Sie initiieren und begleiten notwendige organisatorische Veränderungsprozesse und entwickeln dafür die erforderlichen Unterstützungs- und Beratungsprozesse. Berufspädagogen können auch als externe Berater für Unternehmen in den Bereichen der Aus- und Weiterbildung fungieren. In dieser Funktion wirken sie auch bei der Organisation und der Umsetzung von Maßnahmen mit oder führen diese selbstständig durch. Die Aufgaben der Berufspädagogen erfordern somit neben sehr guten und ausgeprägten pädagogischen Kompetenzen auch koordinatorisches Geschick sowie umfassende Beratungs-, Führungs- und Sozialkompetenzen.
Geprüfte Berufspädagogen finden Anstellungen im Bereich der betrieblichen Aus- und Weiterbildung, im Bildungsmanagement, in Leitungsfunktionen bei Bildungsträgern und in den Bereichen Personalentwicklung und -beratung. Die Fortbildung ist außerdem eine Basis für eine selbstständige Tätigkeit als Trainer und Berater.

## Einordnung des Geprüften Berufspädagogen im Bildungssystem
Der Deutsche Qualifikationsrahmen (DQR) ordnet den geprüften Berufspädagogen dem Niveau 7 zu und bewertet den Abschluss hinsichtlich seines Anspruchsniveaus damit als gleichwertig zum Master und Uni-Diplom. Vergleichbares Kompetenzniveau haben der Geprüfte Betriebswirt, der Strategische Professional und der Geprüfte Technische Betriebswirt. Der Abschluss steht damit (qualifikationsmäßig gesehen) über dem Industriemeister, Fachwirt, Fachkaufmann oder dem Geprüften Aus- und Weiterbildungspädagogen.
Der DQR hat nur orientierenden Charakter und beeinflusst keine Hochschulzugangsregelungen. Exemplarisch bewertet die Universität Oldenburg vergleichbare IHK-Abschlüsse im Verbund mit ihren vorausgesetzten Abschlüssen insgesamt wie ein dreisemestriges berufsbegleitendes Bachelor-Teilstudium.

## Fortbildungsdauer
Vorbereitungslehrgänge zur IHK-Fortbildungsprüfung können in Vollzeit oder berufsbegleitend absolviert werden, sie dauern in der Regel zwischen 12 und 24 Monaten und schließen mit einer Prüfung vor einer Industrie- und Handelskammer ab. Es gibt verschiedenste regionale und überregionale Anbieter für die Vorbereitungslehrgänge, für die Zulassung zur Prüfung ist die Teilnahme an einem Lehrgang allerdings keineswegs verpflichtend.

## Weiterbildung
Der Geprüfte Berufspädagoge ist derzeit die oberste Stufe des IHK-Aufstiegsfortbildungssystems und eine Weiterqualifizierung bei der IHK daher derzeit nicht verfügbar. Der deutsche Qualifikationsrahmen sieht ausdrücklich die Kompetenz zur „Entwicklung innovativer Lösungen und Verfahren in einem beruflichen Tätigkeitsfeld“ als Alternative zur Promotion vor und als gleichwertig zu dieser an, die IHKen bieten jedoch im Aufstiegsfortbildungssystem einen solchen „Geprüften innovativen Berufspädagogen“ derzeit nicht an.
Analog zum Geprüften Aus- und Weiterbildungspädagogen hat EQR-Einstufung nur orientierenden Charakter, es bleibt bei der allgemeinen Hochschulzugangsberechtigung. Somit ist eine Bewerbung auf ein Promotionsstudium oder auch in einen Masterstudiengang nicht möglich, sondern nur der Einstieg in ein grundständiges Studium. Hochschulen rechnen den Geprüften Berufspädagogen individuell an.

## Prüfungszulassungsvoraussetzung der IHK
Für die Zulassung zur IHK-Prüfung ist ein Fortbildungsabschluss als Meister, Fachkaufmann, Fachwirt oder als Geprüfter Aus- und Weiterbildungspädagoge und anschließend eine einjährige Berufstätigkeit im Aus- und Weiterbildungsbereich notwendig. Alternativ ist der Zugang auch mit einem abgeschlossenen Hochschulstudium oder einem staatlich anerkannten Fachschulabschluss beispielsweise als Erzieher und anschließender zweijährige Berufserfahrung möglich. Des Weiteren werden auch Prüfungsteilnehmer mit einer anerkannten Berufsausbildung zugelassen, wenn sie eine fünfjährige Tätigkeit im Aus- und Weiterbildungsbereich nachweisen können.
Als einschlägige Berufspraxis wird nur anerkannt, was im wesentlichen Sinne mit Personalentwicklung oder Berufspädagogik in Verbindung gebracht wird. Wer durch Vorlage von Zeugnissen oder auf andere Weise glaubhaft macht, dass er über die nötigen Kenntnisse und Erfahrungen verfügt, kann ebenfalls zugelassen werden.
Zudem muss vor Beginn der Prüfung der Nachweis einer erfolgreich abgelegten Prüfung gemäß Ausbilder-Eignungsverordnung (auch „AdA-Schein“ genannt) erbracht werden.

## Prüfungsinhalte
| Prüfungsfach                                                              | Empfohlene Anzahl der Unterrichtsstunden | Prüfungsumfang in Minuten | Prüfungsart |
| ------------------------------------------------------------------------- | ---------------------------------------- | ------------------------- | ----------- |
| 00. Lern- und Arbeitsmethodik:                                            | 10                                       | –                         | –           |
| Teil A: Kernprozesse der beruflichen Bildung:                             | 450                                      | 450                       | –           |
| 01. Lernprozesse und Lernbegleitung:                                      | 150                                      | 150                       | schriftlich |
| 02. Planungsprozesse:                                                     | 150                                      | 150                       | schriftlich |
| 03. Managementprozesse:                                                   | 150                                      | 150                       | schriftlich |
| Teil B: Berufspädagogisches Handeln in Bereichen der beruflichen Bildung: | 340                                      | 480 bis 495               | –           |
| 04. Berufsbildung:                                                        | 100                                      | 150                       | schriftlich |
| 05. Weiterbildung:                                                        | 120                                      | 150                       | schriftlich |
| 06. Personalentwicklung und -Beratung:                                    | 120                                      | 150                       | schriftlich |
| 07. Mündliche Prüfung, aus Bereich 4–6:                                   | –                                        | 30 bis 45                 | mündlich    |
| Teil C: Spezielle Berufspädagogische Funktion:                            | 25                                       | 30 bis 45                 | –           |
| 08. Projektarbeit:                                                        | 25                                       | –                         | Hausarbeit  |
| 09. projektbezogenes Fachgespräch:                                        | –                                        | 30 bis 45                 | mündlich    |
| Zusammenfassung                                                           | 825                                      | –                         | –           |

## Belege
1. ↑  BGBl. 2009 Teil I Nr. 56, S. 2927.
2. ↑  Geprüfter Berufspädagoge im Berufenet der Bundesagentur für Arbeit
3. ↑  Die Struktur der IHK-Aufstiegsfortbildung
4. ↑  Credit-Points für IHK-Fortbildungsabschlüsse - Oldenburgische Industrie- und Handelskammer. 2. Februar 2013, archiviert vom Original am 2. Februar 2013; abgerufen am 2. Januar 2019.  Info: Der Archivlink wurde automatisch eingesetzt und noch nicht geprüft. Bitte prüfe Original- und Archivlink gemäß Anleitung und entferne dann diesen Hinweis.
5. ↑  DIHK: Geprüfter Berufspädagoge/Geprüfte Berufspädagogin (IHK Weiterbildung). 1. Auflage. DIHK Publikationen Service, Meckenheim 2009